# (520) Franziska
(520) Franziska ist ein Asteroid des Hauptgürtels, der am 27. Oktober 1903 von Max Wolf und Paul Götz entdeckt wurde.
Die Herkunft des Namens ist unbekannt.